# Karbocysteina
Karbocysteina (łac. carbocisteinum) – organiczny związek chemiczny, pochodna L-cysteiny o działaniu mukolitycznym. Stosowana w lecznictwie w postaci soli sodowej.

## Mechanizm działania
Lek mukoregulujący. Przywraca równowagę między fukomucynami i sialomucynami, składnikami śluzu poprzez zwiększenie aktywności enzymu transferazy sjalowej odpowiedzialnej za syntezę sjalomucyn. Zmniejsza w ten sposób lepkość śluzu i ułatwia jego usunięcie. Ponadto działa antyoksydacyjnie i przeciwzapalnie. Łagodzi kaszel. 

## Farmakokinetyka
Po podaniu doustnym ma lepszą biodostępność od acetylocysteiny, jest wolniej metabolizowana. Wydalana z moczem w 30–60% w postaci niezmienionej. Czas półtrwania wynosi 1,5–2,1 h.

## Wskazania
Lek zalecany jest m.in. na przewlekłą obturacyjną chorobę płuc, ostre zapalenie oskrzeli lub oskrzelików, astmę oskrzelową, przewlekły nieżyt nosa i zapalenie zatok przynosowych (łac. rhinosinusitis).

## Przeciwwskazania
Wśród przeciwwskazań znajduje się m.in. wiek poniżej 2 lat, czynna choroba wrzodowa żołądka i dwunastnicy oraz uczulenie na karbocysteinę.

## Preparaty
Preparaty dostępne w Polsce (2022) (w postaci syropu lub tabletek): Bronles, Flegamax, Mucopect, Mukolina, Pecto Drill, Pulnozin, Strepsils na kaszel.

## Dawkowanie
Doustnie w kilku dawkach, 3–4 razy dziennie.